# Плеханова (деревня)
Плеханова — упразднённая деревня находившаяся в подчинении Калининского административного округа городского округа город Тюмень Тюменской области. В 2013 году включена в состав города и исключена из учётных данных.

## Расположение
Деревня располагается сразу за окружной дорогой. На севере располагается остановочный пункт «Обход города Тюмени» (бывший 2134 км), через дорогу на востоке аэропорт Плеханова. На западе — Плехановский бор и СНТ «Лесник».

## История
Деревня возникла в 1697 году после сильного пожара в Тюмени. Тогда на бывшие пашни переселилось много жителей.
Деревня располагалась на юго-западе от города Тюмень. На западе располагается село Утяшева, на северо-востоке деревня Труфанова. На юге — деревня Урусова.
Деревня Плеханова входила в состав Успенской волости Тюменского уезда Тюменской губернии. На 1926 год в составе Утяшеского сельсовета.
4 апреля 1984 года деревня передана в подчинение горсовета Тюмени.
На данный момент микрорайон представляет собой частный сектор. Улицы Плеханова: Плехановская (возможно, место расположения деревни), Кузнечный переулок, Анатолия Секисова, Ковалёва, Боровая, Кооперативная, Советский переулок, Валерия Григорьева, Дмитрия Носова, Юрия Южакова, пр-д Виталия Тарасова, Андрея Кижватова.

## Население
| 1989 | 2002 | 2010 |
| ---- | ---- | ---- |
| 558  | ↘520 | ↗611 |

На 1926 год в деревне Плеханова проживало 309 человек в 76 дворах. 133 мужчин, 176 женщин. Национальность — русские.